# Desa Bungursari (administrativ by i Indonesien, lat -7,31, long 108,17)
Desa Bungursari är en administrativ by i Indonesien.   Den ligger i provinsen Jawa Barat, i den västra delen av landet, 190 km sydost om huvudstaden Jakarta.